# Jerzy Czarny
Jerzy Czarny, Karađorđe (cyryl. Карађорђе, wym. [kârad͡ʑoːrd͡ʑe]), właściwie Đorđe Petrović (cyryl. Ђорђе Петровић, wym. [d͡ʑôːrd͡ʑe pětroʋit͡ɕ]; ur. 3 listopada 1768 w Viševacu, zm. 25 lipca 1817 w Radovanju) – założyciel dynastii Karadziordziewiciów. Przywódca pierwszego antytureckiego powstania serbskiego (1804 – 1813). Od roku 1813, po wkroczeniu wojsk tureckich do Serbii, przebywał w Austrii, a następnie w Rosji. W 1817 roku potajemnie powrócił do Serbii i został zamordowany na polecenie Miłosza Obrenowicia – założyciela rywalizującej o władzę w Serbii dynastii Obrenowiciów. Przydomek Karađorđe nadali mu Turcy, jest to zrost tureckiego słowa kara oznaczającego czarny (zapewne od koloru włosów) i imienia Đorđe.

## Rodzina i wczesne życie
Urodził się w wielodzietnej, chłopskiej rodzinie we wsi Viševac, nieopodal Kragujevaca, w serbskim regionie Szumadia. Historycy podają różne daty jego narodzin (1752, 1762 lub 1770 rok), jednak za najbardziej prawdopodobny uznaje się rok 1762, który to figuruje na grobie przywódcy w miejscowości Oplenac. Według lokalnych podań zebranych przez polskiego pisarza i podróżnika Zygmunta Miłkowskiego, ojciec Jerzego, Petar, był pszczelarzem zaopatrującym w miód miejscowych tureckich notabli, dzięki czemu cieszył się ich względną protekcją. Według autora, już narodzinom Karađorđa towarzyszyły niezwykłe zjawiska – krzyk noworodka miał wzbudzić popłoch u okolicznych Turków. Okres dzieciństwa i dorastania Jerzy spędził wraz z rodziną w Viševcu, zajmując się gospodarstwem i pasąc trzodę. Późniejsze losy Jerzego są obiektem rozbieżności. Serbski historyk Milenko Vukičević sugerował iż wkrótce dał o sobie znać porywczy charakter młodzieńca, gdy podczas wiejskiej zabawy zabił adoratora swojej wybranki i przyszłej żony, Jeleny. Chcąc uniknąć odpowiedzialności za zabójstwo, Đorđe Petrović opuścił Viševac i dołączył do hajduckiej czety Stanoje Glavaša. Inne źródła sugerują, że przeniósł się do wsi Topola i zajął się intratną hodowlą świń.

## Służba w armii Habsburgów
W trakcie wojny austriacko-tureckiej z lat 1787–1791, zmuszony do opuszczenia miejsca zamieszkania, Jerzy przeniósł się do Sremu. Wkrótce zaciągnął się do habsburskiego wojska, konkretnie serbskich oddziałów pomocniczych przy regularnym wojsku (Serbische Freikorps). Po dwóch latach służby Karađorđe zdezerterował ze swojej jednostki stacjonującej w Somborze i powrócił do Serbii, gdzie dołączył do oddziałów hajduckich. W październiku 1789 roku, po zdobyciu Belgradu przez wojska austriackie, nowe władze wystosowały odezwę do czet hajduckich, nakazując aby ich członkowie dołączyli do oddziałów Serbische Freikorps. Jerzy nie odpowiedział na wezwanie, w związku z czym dowódca freikorpsu, pułkownik Mihajlo Mihaljević skazał go zaocznie na śmierć. Z całej swojej czety ostatecznie tylko przyszły przywódca uniknął śmierci, dzięki wstawiennictwu innego oficera formacji. Wdzięczny Jerzy pozostał tym razem na służbie, gdzie wkrótce dał się poznać jako wartościowy żołnierz.

## Udział w Pierwszym Powstaniu Serbskim

### Pierwszy okres powstania 1804-1809
W wyniku klęski w wojnie z Austrią, autorytet sułtana Selima III podupadł, a w bałkańskich paszałykach Imperium Osmańskiego zapanowała anarchia. Pasza Widynia, Osman Pasvanoglu rozpoczął otwartą rebelię przeciwko Porcie, a wkrótce wsparł buntujących się oficerów korpusu janczarskiego. W 1797 roku obalono sprzyjającego Serbom paszę Belgradu Hadżiego Mustafę, a czterej dahi (oficerowie janczarscy) rozpoczęli brutalne prześladowania lokalnej ludności. Bezpośrednią przyczyną wybuchu powstania była rzeź serbskich przywódców (Сеча кнеза), dokonana przez Turków pod koniec stycznia 1804 roku. Ocalała z pogromu drobna szlachta serbska spotkała się 15 lutego 1804 roku na zjeździe w miejscowości Orašac, gdzie ostatecznie przywódcą powstania okrzyknięto Karađorđa. Jerzy Petrović, doświadczony walkami z Osmanami w przeszłości, okazał się sprawnym dowódcą, odnosząc w kolejnych latach szereg zwycięstw, niejednokrotnie mimo znacznej przewagi liczebnej przeciwnika, między innymi pod Ivankovcem 18 sierpnia 1805 roku, na wzgórzu Mišar między 13 a 15 sierpnia 1806 roku, Deligradem 3 września 1806 roku oraz zdobywając Belgrad w listopadzie tego samego roku. Turcy nie mogąc zatrzymać ofensywny powstańców, zgodzili się przystąpić do rokowań pokojowych, zakończonych podpisaniem w październiku 1806 roku tzw. Ičkowego Pokoju (Ičkov mir), od nazwiska serbskiego emisariusza Petra Ičko. Postanowienia pokoju zostały wprowadzone w życie wraz z początkiem 1807 roku. Korzystając z wytchnienia zapewnionego przez rozejm, serbscy przywódcy podjęli działania mające na celu stworzenie struktur niepodległego państwa oraz nawiązanie stosunków dyplomatycznych z europejskimi mocarstwami, jednak wewnętrzne spory i obawa przed przejęciem przez nieznoszącego sprzeciwu Jerzego władzy dyktatorskiej uniemożliwiały konsensus. Karađorđe nie krył przy tym że jego głos powinien mieć decydujące znaczenie.

### Drugi okres powstania 1809-1813
Wysoka Porta wykorzystała okres rozejmu aby ustabilizować sytuację wewnętrzną i przygotować się do dalszych działań. W 1809 roku wznowiono działania wojenne, jednakże po klęsce powstańców w bitwie na wzgórzu Čegar, inicjatywa znalazła się po stronie tureckiej. Także sprzymierzone z Serbami Imperium Rosyjskie, uwikłane od 1806 roku w konflikt z Osmanami, pozostawało na froncie bałkańskim w defensywie, nie prowadząc żadnych istotnych działań. Wobec trudnej sytuacji powstańców, Jerzy Czarny zwołał naradę w monastyrze Vraćevšnica, na której ogłoszono mobilizację i ustalono nowy plan działania. Działania wojenne nie przynosiły jednak przełomu dla żadnej ze stron. W maju 1812 roku Rosjanie zawarli bez zgody powstańców traktat pokojowy z Turkami, zawierający bardzo niekorzystne dla Serbii zapisy. Mając wolne pole do ofensywy i wyegzekwowania postanowień traktatu, potężne siły tureckie pod dowództwem wielkiego wezyra Hurşida Paszy natarły od południa, zdobywając kolejne miasta i twierdze. Na domiar złego Karađorđe ciężko zachorował na tyfus, co uniemożliwiło koordynację działań poszczególnych dowódców powstańczych. Turecki atak, mimo zaciekłej obrony Serbów, przypieczętował los powstania, a do końca 1813 roku walki na terenie Serbii wygasły. Jerzy Petrović, wraz z ponad setką tysięcy innych mieszkańców Serbii, przekroczył Dunaj ratując się przed osmańską zemstą.

## Późniejsze losy i śmierć

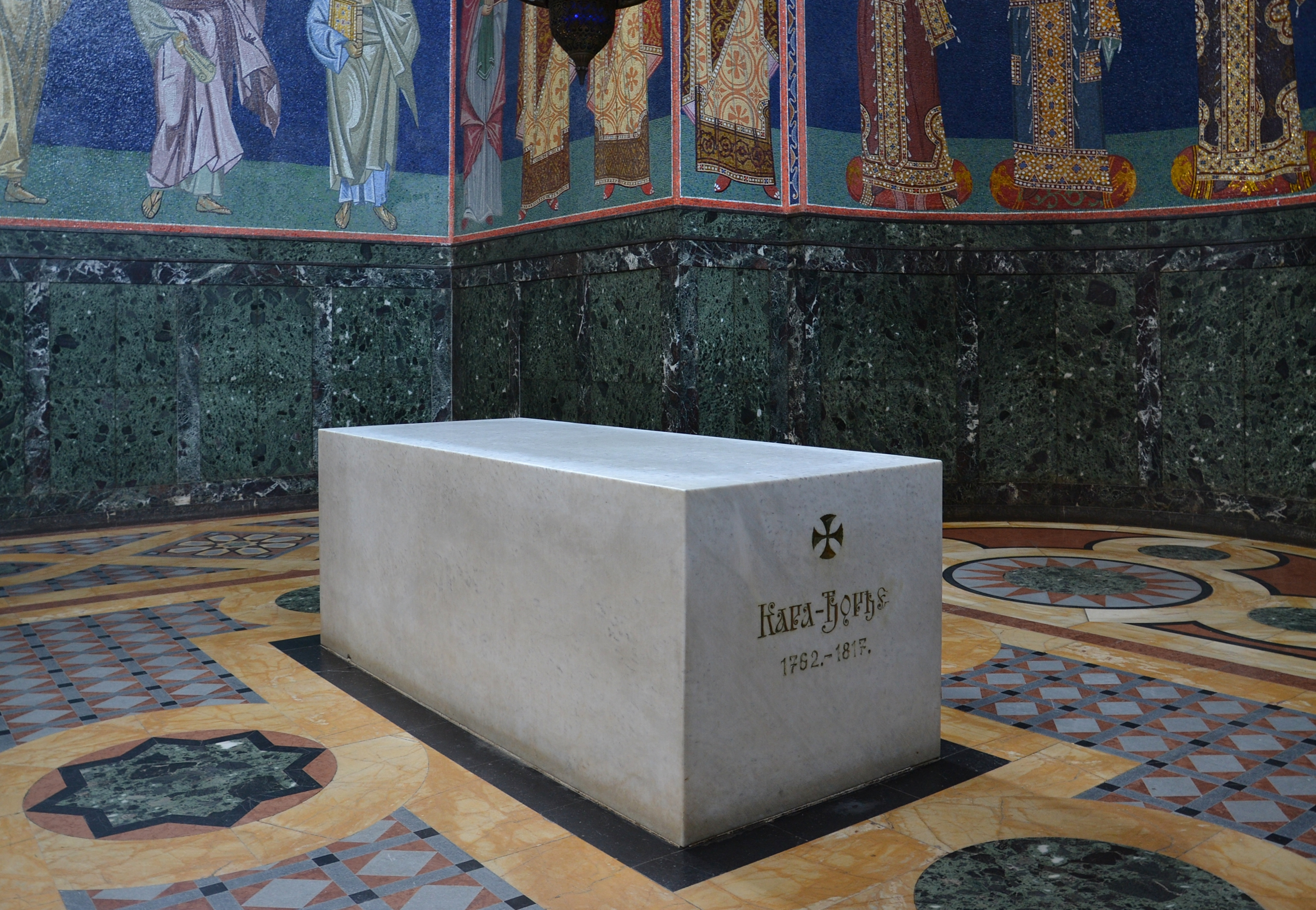
Grobowiec Jerzego Czarnego w mauzoleum rodowym na wzgórzu Oplenac

Po upadku powstania, Czarny Jerzy udał się wraz z synem do Austrii, gdzie najpierw został osadzony w twierdzy Petrovaradin, a następnie w Grazu. Mimo to spotykał się z niewielkim zainteresowaniem ze strony władz austriackich, a nawet lekceważeniem. W 1815 roku zezwolono mu na wyjazd do Rosji, gdzie osiadł w Besarabii. W międzyczasie w Serbii wybuchło kolejne powstanie antytureckie, tym razem pod przywództwem rywala Jerzego, Miloša Obernovicia. Dzięki dobrej koordynacji powstańcy ponownie opanowali znaczne połacie kraju, a obawiając się rozniesienia powstania na tereny Bośni, Turcy uznali serbską autonomię pod wspólnymi rządami Obrenovicia i sułtańskiego namiestnika, Marşali Alego Paszy. Karađorđe, podobnie jak wielu innych przebywających na emigracji przywódców poprzedniego powstania, miał nadzieję na rychły powrót do Serbii. Obrenović z kolei, obawiając się tureckiej interwencji, był zdecydowany nie dopuścić do takiego obrotu spraw. Przebywając w Petersburgu, Czarny Jerzy nawiązał kontakt z greckim działaczem niepodległościowym Aleksandrosem Ipsilantisem, planując wspólne wywołanie ogólnobałkańskiego powstania przeciwko rządom Osmanów. Zwieńczeniem wspólnego wysiłku miało być utworzenie jednego, federacyjnego państwa narodów bałkańskich. Tak przygotowany Karađorđe wyruszył z powrotem do kraju, 10 lipca 1817 przekraczając granicę serbską. Na spotkanie z wodzem wyruszył Vujica Vuliciević, dawny przyjaciel Jerzego, pozostający jednak w tajnym porozumieniu z Obrenoviciem. Polecenie zwierzchnika serbskiej autonomii było jednoznaczne: „Jeśli głowa Karađorđa nie znajdzie się dziś w Belgradzie, to wiedz że i ja i ty stracimy swoje, a z tej przyczyny cały nasz lud czeka zguba”. 25 lipca 1817 roku Karađorđe został zamordowany w Radovanju. Jego obcięta głowa została spreparowana, a następnie wysłana do Stambułu i wystawiona na widok publiczny. Ciało wodza zostało pochowane w Serbii, a ostatecznie spoczęło w mauzoleum rodowym na wzgórzu Oplenac.

## Jerzy Czarny w kulturze
Postaci wodza poświęcony został pierwszy serbski film z 1911 roku „Život i dela besmrtnog vožda Karađorđa” w reżyserii Iliji Stanojevicia-Čičy.
Popularne serbskie danie mięsne, karađorđeva šnicla, zostało nazwane na cześć przywódcy.

Znane portrety wodza wykonali między innymi Uroš Knežević i Władimir Borowikowski.